# Назарово (Таборинский район)
Наза́рово — исчезнувшая деревня в Свердловской области России. Располагалась на правом берегу реки Тавда в 320 км к северо-востоку от Екатеринбурга.
В 1850 году в Таборинской волости Туринского округа Тобольской губернии. В 1924—1961 годах административно принадлежала к Носовскому сельсовету Таборинского района. 21 апреля 1961 года решением Свердловского облисполкома деревни Назарово и Кыртымья были переданы из состава Носовского сельсовета Таборинского района в административно-территориальное подчинение Крутореченского сельсовета Гаринского района.